# Hendrik III van Luxemburg
Hendrik III (1070 - 1096) was graaf van Luxemburg van 1086 tot 1096. Hij volgde, als oudste zoon, zijn vader Koenraad I op. Na zijn dood werd hij opgevolgd door zijn jongere broer, Willem omdat hij ongehuwd was en zodoende zonder erfkinderen.

## Voorouders
| Voorouders van Hendrik III van Luxemburg | Voorouders van Hendrik III van Luxemburg                                              | Voorouders van Hendrik III van Luxemburg                                              | Voorouders van Hendrik III van Luxemburg                                  | Voorouders van Hendrik III van Luxemburg                                  | Voorouders van Hendrik III van Luxemburg                                     | Voorouders van Hendrik III van Luxemburg                                     | Voorouders van Hendrik III van Luxemburg                                     | Voorouders van Hendrik III van Luxemburg                                     |
| ---------------------------------------- | ------------------------------------------------------------------------------------- | ------------------------------------------------------------------------------------- | ------------------------------------------------------------------------- | ------------------------------------------------------------------------- | ---------------------------------------------------------------------------- | ---------------------------------------------------------------------------- | ---------------------------------------------------------------------------- | ---------------------------------------------------------------------------- |
| Overgrootouders                          | Frederik van Luxemburg (1007-1059) ∞ 995 Irmtrud van de Wetterau (ca. 978 - ca. 1020) | Frederik van Luxemburg (1007-1059) ∞ 995 Irmtrud van de Wetterau (ca. 978 - ca. 1020) | ? (-) ∞ ? (-)                                                             | ? (-) ∞ ? (-)                                                             | Willem V van Aquitanië (969-1030) ∞ Agnes van Mâcon (995–1068)               | Willem V van Aquitanië (969-1030) ∞ Agnes van Mâcon (995–1068)               | Adalbert van Lotharingen (1000-1048) ∞ Clemenia van Foix (-)                 | Adalbert van Lotharingen (1000-1048) ∞ Clemenia van Foix (-)                 |
| Grootouders                              | Giselbert van Luxemburg (1007-1059) ∞ ? (-)                                           | Giselbert van Luxemburg (1007-1059) ∞ ? (-)                                           | Giselbert van Luxemburg (1007-1059) ∞ ? (-)                               | Giselbert van Luxemburg (1007-1059) ∞ ? (-)                               | Willem VII van Aquitanië (1023-1058) ∞ Ermesinde van Lotharingen (1025-1058) | Willem VII van Aquitanië (1023-1058) ∞ Ermesinde van Lotharingen (1025-1058) | Willem VII van Aquitanië (1023-1058) ∞ Ermesinde van Lotharingen (1025-1058) | Willem VII van Aquitanië (1023-1058) ∞ Ermesinde van Lotharingen (1025-1058) |
| Ouders                                   | Koenraad I van Luxemburg (1040–1086) ∞ Clementia van Poitiers (1045-1142)             | Koenraad I van Luxemburg (1040–1086) ∞ Clementia van Poitiers (1045-1142)             | Koenraad I van Luxemburg (1040–1086) ∞ Clementia van Poitiers (1045-1142) | Koenraad I van Luxemburg (1040–1086) ∞ Clementia van Poitiers (1045-1142) | Koenraad I van Luxemburg (1040–1086) ∞ Clementia van Poitiers (1045-1142)    | Koenraad I van Luxemburg (1040–1086) ∞ Clementia van Poitiers (1045-1142)    | Koenraad I van Luxemburg (1040–1086) ∞ Clementia van Poitiers (1045-1142)    | Koenraad I van Luxemburg (1040–1086) ∞ Clementia van Poitiers (1045-1142)    |
| Hendrik III van Luxemburg (1070-1129)    |                                                                                       |                                                                                       |                                                                           |                                                                           |                                                                              |                                                                              |                                                                              |                                                                              |